# 马仗房街道
东街道，是中华人民共和国辽宁省葫芦岛市龙港区下辖的一个乡镇级行政单位。

## 行政区划
东街道下辖以下地区：
大世界社区、岭东社区、小仙沟社区、东山社区、锌小社区、集贸社区和阳光社区。